# محمد بن محمد العارف الأردبيلي
محمد بن محمد العارف الأردبيلي كان شاعرًا من القرن الرابع عشر اشتهر بشكل أساسي بتأليف القصيدة الفارسية فرهادنامه بين عامي 1369 و1372.

## حياته
لم يتبقَّ الكثير من المعلومات عنه. وُلد في مدينة أردبيل سنة 1311. نُقل إلى بلاط شيروانشاه كافوس [الإنجليزية] وأصبح شاعرًا في البلاط. أكمل تأليف كتابه الضخم فرهادنامه بين عامي 1369 و1372. تأثر بشدة بنظامي الكنجوي. كان معلمًا للشروانشاه هوشنك الشيرواني [الإنجليزية] (حكم. 1372/73–1382).